# Caru Alves de Souza
Caru Alves de Souza née en 1979 à São Paulo  est une productrice, scénariste et réalisatrice de cinéma brésilienne.

## Biographie
En 2006, Caru Alves de Souza obtient une licence d'histoire à l'Université de São Paulo. En 2011, elle écrit et réalise le court métrage Assunto de Família. En 2013, elle réalise son  premier long métrage De Menor (Underage). En 2020, elle réalise Je m'appelle Bagdad (Meu Nome é Bagdá).

## Films
- Assunto de Família, 12 min, 2011
- De Menor (Underage), 77 min, 2013
- Je m'appelle Bagdad (Meu Nome é Bagdá), 99 min, 2020

## Récompenses et distinctions
- prix du meilleur film, Festival international du film de Rio, 2013[2]
- Meilleur long métrage, Grand Prix de la Generation 14plus, Festival international de Berlin, 2020
- Prix du jury jeune, Festival Ciné Junior, 2021[4]
- Meilleur film latino-américain, Festival de Cine Latinoamericano de La Plata (FESAALP), 2020
- Prix du festival, Festival International du Film nordique (NIFF), New York, 2020[5]